# Kontraadmiral (Kriegsmarine)
Kontraadmiral (izvirno nemško Konteradmiral; kratica: KA) je bil najnižji admiralski čin v nemški Kriegsmarine, ki je bil prevzet od Reichsmarine (iz časov Weimarske republike). 
Nižji čin je bil komodor, medtem ko je bil višji viceadmiral. V drugih vejah Wehrmachta (Heer in Luftwaffe) mu je ustrezal čin generalmajorja, medtem ko mu je v Waffen-SS ustrezal čin SS-Brigadeführerja.

## Oznaka čina
Osnovna (naramenska) oznaka čina kapitana korvete je bila sestavljena iz štirih zlatih prepletenih vrvic, ki so bile pritrjene na črno podlago. 
Narokavna oznaka čina (ki se je nahajala na spodnjem delu rokava) je bila sestavljena iz enega širokega zlatega traku in ene debelejše zlate črte in nad njimi se je nahajala ena petkraka zvezda.
Oznaka čina za slavnostno uniformo je bila sestavljena iz oznake sidra na zlati epoleti (z zlato obrobo), na katero so bile pritrjene zlate resice.
Galerija
- Osnovna naramenska oznaka čina
- Narokavna oznaka čina